# Robert Gonsalves
Robert "Rob" Gonsalves (Toronto, 25 juni 1959 - 14 juni 2017) was een Canadees kunstschilder van magisch realisme.

## Loopbaan
Hij werd geboren in 1959 in Toronto. Op zijn twaalfde ontdekte hij dat zijn bewustzijn van architectuur groeide, en begon met kleine schilderijen als ontdekkingstocht naar zijn mogelijkheden. Gonsalves kwam in contact met illusies van Escher en was hierdoor gegrepen. Hij ontving de prijs Governor General's Award for English-language children’s illustration. Gonsalves maakt schilderijen die spelen met de perceptie van de kijker. Steeds zijn er details zichtbaar die eerder niet werden waargenomen. De schilderijen van Gonsalves vallen onder de stroming surrealisme.
Gonsalves schilderde graag complexe werken, die uitgaan van eenvoud, en waarbij het canvas wordt gevuld met kleuren.

## Citaat
Ik geniet van het schilderen van beelden, die een verbinding maken tussen de mens en gebouwde omgeving en wat er gebeurt in de natuur, te maken. En dit was het uitgangspunt voor het ontwikkelen van een beeld dat mijn affiniteit uitdrukt voor wat worden gezien als elkaar uitsluitende plaatsen. Een van de kenmerken die bossen en de grote steden gemeen hebben, het is een dichte verzameling van monumentaal hoge structuren.— Rob Gonsalves